# Giulio Pasquali
Giulio Pasquali (Gemona del Friuli, 11 febbraio 1884 – Barbeano, 18 febbraio 1965) è stato un violista italiano.

## Biografia
Giulio Pasquali nacque a Gemona del Friuli (Udine) nel 1884. Iniziò a studiare in giovane età e a quindici anni era già primo violino in una piccola orchestra di musicisti, diretti da Elia Elia. Dopo essere entrato al Conservatorio di Venezia studiò col violinista Francesco de Guarnieri (1867-1927), a Firenze col violinista Luigi Bicchierai (1846-1926) e si perfezionò nella musica antica e viola a Parigi col violista Henri Casadesus (1879-1947).
Negli anni successivi, rientrato in Italia, suonò la viola nel Quartetto Veneziano, tenne concerti come violista e dal 1912, in qualità di precursore, anche come solista di viola d’amore. Dal 1913 insegnò violino e viola al Conservatorio di Palermo e dal 1916 al 1949 al Conservatorio di Firenze. Tra i suoi allievi più celebri si ricordano Renzo Sabatini, Giorgio Ciompi, Sandro Materassi, Piero Farulli e Elena Belloni Filippi.
I suoi interessi spaziavano dalla musica contemporanea a quella della liuteria. 
Fu saggista e scrisse su diversi periodici; nel 1926 in collaborazione col violinista Remy Prìncipe, pubblicò la monografia Il violino, manuale di cultura e didattica violinistica che ottenne un grande successo; fu rivisto nel 1939 e ulteriormente revisionato nel 1951. 
Negli anni successivi ebbe diversi incarichi, tra cui collaborò con la prima Esposizione di liuteria antica del 1937 a Cremona, che ebbe risonanza internazionale.
Sempre nel 1937, insieme ad altri studiosi, si attivò per istituire e aprire la Scuola di liuteria di Cremona, che effettivamente aprì l’anno dopo.
Visse per diversi anni a Fiesole, poi a Barbeano (Pordenone), dove mancò nel 1965.
Una viola d’amore costruita nel 1914 dal liutaio Antonio Sgarbi (1866-1938), e appartenuta a Pasquali è conservata nel museo del Conservatorio Vincenzo Bellini di Palermo.

## Scritti
- Suzanne Joachim-Chaigneau, L’Art d’étudier, Paris, Eschig; versione italiana, Osservazioni Moderne su l’Arte di Studiare. Seguite da venti esercizi quotidiani essenziali per il mantenimento e lo sviluppo della Tecnica del violino, premessa di Fritz Kreisler e Lucien Capet; tr. it. di Giulio Pasquali, Milano, G. Ricordi, 1927
- Giulio Pasquali-Remy Principe, Il violino. Manuale di cultura e didattica violinistica, Napoli, Curci, 1926 (1ª ed.); Milano, 1939 (2° ed,), 1951 (3ª ed.)
- Celebrazioni del bicentenario stradivariano a Cremona - Congresso liutistico, in «l’Artigiano», Roma (7 marzo 1937)
- La liuteria moderna, in «Cremona», 10 (marzo 1937), pp. 151-171
- L’imitazione di Paganini, in «Atti dell'Accademia del R. Conservatorio di musica "Luigi Cherubini" di Firenze», [conferenza letta all’Accademia del Reale Conservatorio L. Cherubini, il 31 marzo 1940] Firenze, La Stamperia, 1941, pp. 81-110